# 5703 (année hébraïque)
5703 (hébreu : ה'תש"ג , abbr. : תש"ג) est une année hébraïque qui a commencé à la veille au soir du 12 septembre 1942 et s'est finie le 29 septembre 1943. Cette année a compté 383 jours. Ce fut une année embolismique dans le cycle métonique, avec deux mois de Adar - Adar I et Adar II. Ce fut la cinquième année depuis la dernière année de chemitta.

## Calendrier
Ce calendrier hébraïque de l'année 5703 donne les correspondances avec les dates du calendrier grégorien.
Le premier nombre dans chaque case correspond au jour du mois hébraïque. Les jours en couleurs sont des jours remarquables juifs .
| ◄◄ | 5703 | ►► |

## Événements
- Seconde bataille d'El Alamein
- Soulèvement du ghetto de Varsovie

## Naissances
- Daniel Barenboim
- David Cronenberg
- Ze'ev Boim

## Décès
- Christoph Probst
- Hans Scholl
- Sophie Scholl
- Kurt Huber
- Alexander Schmorell

5698 - 5699 - 5700 - 5701 - 5702 - 5703 - 5704 - 5705 - 5706 - 5707 - 5708